# Judique
Judique ist eine Gemeinde, die auf der Westseite der Kap-Breton-Insel in Nova Scotia, Kanada liegt. Judique befindet sich direkt am Ceilidh Trail (Route 19), der über den Cabot Trail zum Cape-Breton-Highlands-Nationalpark führt.

## Die Gemeinde
Zur Gemeinde Judique gehören Judique South, Judique North, Judique Ponts, Judique Chapel, Little Judique und die kleine Ortschaft Judique selbst.
Aufgrund der ländlichen Struktur und der begrenzten Arbeitsmöglichkeiten sind viele der Einwohner in Port Hawkesbury beschäftigt. Die nächstliegenden Orte im Süden angrenzend sind Long Point, Craigmore und Creignish sowie in nördlicher Richtung Port Hood, Mabou, Inverness, Margaree und Chéticamp.
Judique ist überregional bekannt durch seine musikalischen Veranstaltungen und dort ansässigen Musiker, die die traditionelle Musik Cape Bretons pflegen und in Musikkursen unterrichten. Der musikalische Mittelpunkt ist das Celtic Music Interpretive Center in der Ortsmitte direkt gegenüber der katholischen St. Andrew’s-Kirche.

## Bekannte Personen
- Natalie MacMaster (* 1972), Instrumentenspielerin
- Buddy MacMaster (1924–2014), Fiddler
- Andrew MacDonald (* 1986), Eishockeyspieler